# 349e Infanteriedivisie (Duitsland)
De Duitse 349e Infanteriedivisie (Duits: 349. Infanterie-Division) was een Duitse infanteriedivisie tijdens de Tweede Wereldoorlog. De divisie werd opgericht op 25 november 1943.
De eenheid vocht haar gehele bestaan aan het oostfront, voornamelijk in de zuidelijke sector. Op 5 augustus 1944 werd de divisie vernietigd. De restanten werden samengevoegd met restanten van andere eenheden in de nieuwe divisie, de 349. Volksgrenadier Division.

## Bevelhebber
- General der Infanterie Otto Lasch (25 november 1943 - 5 augustus 1944)